# Horváth Margit (színművész)
Horváth Margit (Békéscsaba, 1967. július 16. –) Aase-díjas magyar színésznő.

## Életpálya
„Minden szerep én vagyok, még akkor is, ha az nem mindig pozitív. Ezekre ráébredni, ezeket megtapasztalni időnként hatalmas eufória, máskor csöndes elgondolkodás, de minden esetben nagy élmény.”

 – nyilatkozta magáról korábban.
Pályáját 1983-ban, a Békés Megyei Jókai Színházban kezdte, szülővárosában Békéscsabán. 1994-ben  Zalaegerszegre a Hevesi Sándor Színházhoz szerződött, és öt évet töltött el. Ezután majdnem egy évig szabadúszó volt, ekkoriban játszotta el az Evita címszerepét, amelyet Molnár László rendezett. A darabban békéscsabai és nyíregyházi színészek is szerepeltek. Schlanger Andrásnak és Tasnádi Csabának köszönhetően 1999-től a nyíregyházi Móricz Zsigmond Színház tagja.

Számos szerepet játszott nagy sikerrel. Zenés műfajokban: operettekben, musicalekben, prózai darabokban, vígjátékban, drámában egyaránt otthonosan mozog. Szerepeiről így nyilatkozott: 

„...a Mágnás Miska Békéscsabán azért volt nevezetes, mert a megbetegedett kolléganő szerepét (Marcsa, a szobalány) a karból kiemelve bízta rám a rendező, Hegyi Árpád Jutocsa, mondhatom, ő fedezett fel. A montmartre-i ibolyában alakíthattam az első díva szerepet (Ninon), a Nebáncsvirág Zalaegerszegen Bor József rendezésében volt nagy élmény. A Csókos asszonyban Rica-Maca és Katóka szerepét egyaránt eljátszhattam (Verebes István révén Mészáros Árpád Zsolttal Torontóban is felléptünk vele), a Bál a Savoyban nagyoperettben Debrecenben Daisyt, Nyíregyházán La Tangolita-t alakíthattam. Karády Katalin egy egészen más dolog. Róla először azt gondoltuk, hogy a hangszíne nagyon távol áll tőlem, azután kiderült, igenis meg tudom oldani, ... egyszer csak azt éreztem, hogy komoly közöm van hozzá!”

Meghívott művészként, vendégként játszott Pécsett, Szegeden és Debrecenben is.

## Díjai, elismerései
- Nívódíj (1996) (Békéscsaba, Jókai Színház)
- Közönség-díj (1997) (Zalaegerszeg, Hevesi Sándor Színház)
- Lipót díj (2016) (Nyíregyháza, Móricz Zsigmond Színház)
- Nívódíj  (2017) (Nyíregyháza, Móricz Zsigmond Színház)
- Aase-díj (2020)[2]
- Szabolcs-Szatmár-Bereg Megyei Prima Díj (2022)[3]

## Magánélete
Állandó  otthona Békéscsaba közelében található, egy kislánya van.

## Fontosabb színházi szerepei

### Békéscsaba, Békés Megyei Jókai Színház
- Zerkovitz Béla: Csókos asszony – Rica-Maca
- Szirmai Albert – Bakonyi Károly: Mágnás Miska – Marcsa
- Friedrich Schiller: Ármány és szerelem – Lady Milford
- Eugene O’Neill: Utazás az éjszakába – Cathleen
- Arkagyij Petrovics Gajdar – Kárpáthy Gyula: Timur és csapata – Olga
- Makrai Pál – Usztics Mátyás – Oscar Wilde: Rózsák, szerelmek – Csalogány
- Eisemann Mihály: Én és a kisöcsém – Vadász Frici
- Nyikolaj Vasziljevics Gogol: A revizor – Lakatosné

### Békéscsabai Jókai Színház
- Apáti Miklós: K und K – Karády Katalin (2014)

### Zalaegerszeg, Hevesi Sándor Színház
- Julius Brammer – Alfred Grünwald – Kálmán Imre: A montmartre-i ibolya – Ninon
- Dóczy Lajos: Csók – Blanda
- Kálmán Imre: Csárdáskirálynő – Szilvia, sanzonett
- Jim Jacobs – Warren Casey: Grease – Sandy
- Dés László – Geszti Péter – Békés Pál: A dzsungel könyve – Bagira
- Hervé: Nebáncsvirág – Denise de Flavigny

### Pécsi Nemzeti Színház
- Lehár Ferenc – Victor Léon – Leo Stein: Víg özvegy – Glavari Hanna (2001–2002)

### Debrecen, Csokonai Színház
- John Kander – Fred Ebb – John van Druten – Christopher Isherwood – Joe Masteroff: Kabaré – Sally Bowles (2001–2002)

### Nyíregyháza, Móricz Zsigmond Színház
- Tóth Ede: A falu rossza – Finum Rózsi (1999–2000)
- Csukás István – Bergendy István: Süsü, a sárkány – Dada (1999–2000)
- Rudyard Kipling – Dés László – Geszti Péter – Békés Pál: A dzsungel könyve – Bagira; Ká (2001–2002)
- Nyikolaj Erdman: A mandátum – Felicata Gorgyejevna (2000–2001)
- Vajda Katalin – Valló Péter – Fábri Péter: Anconai szerelmesek – Drusilla (2000–2001)
- Grimm fivérek Csizmás Kandúr – Csizmás Kandúr (2000–2001)
- Bohumil Hrabal: Harlekin milliói – Középkorú Maryška (2001–2002)
- Alfonso Paso: Hazudj inkább, kedvesem! – Julia (2002–2003)
- Kovács Kristóf: Kék veréb – Edith (2002–2003)
- Presser Gábor – Sztevanovity Dusán – Horváth Péter: A padlás – Süni (2002–2003)
- Molnár Ferenc: Az üvegcipő – Adél (2003–2004)
- Carlo Goldoni: Chioggiai csetepaté – Libera, Fortunato felesége (2004–2005)
- Gyárfás Miklós: Tanulmány a nőkről – Balogh Sándorné (2004–2005)
- William Shakespeare: Szeget szeggel – Tekeriné (2004–2005)
- Németh Ákos: Vörös bál – Mimi (2005–2006)
- Moldvai Márk – Tasnádi István: Rovarok – Pompás nünüke; Főhangya (2005–2006)
- Neil Simon: Furcsa pár – Gwendolyn (2006–2007)
- Kálmán Imre: Csárdáskirálynő – Szilvia (2006–2007)
- Tasnádi István: Finito – Blondinné, Vali (2006–2007)
- Henrik Ibsen: Peer Gynt – Asszony; Solvejg anyja; Pásztorlány 2.; Zöldruhás nő (2007–2008)
- Gabriel García Márquez: Száz év magány – Ursula (2007–2008)
- Jean Poiret: Kellemes húsvéti ünnepeket – Sophie (2007–2008)
- Ray Cooney: A miniszter félrelép – Pamela Willey (2008–2009)
- Molnár Ferenc: A Pál utcai fiúk – Nemecsek anyja (2008–2009)
- Patrick Marber: Közelebb! – Anna (2009–2010)
- John Kander –Fred Ebb: Kabaré – Sally Bowles (2009–2010)
- Gádor Béla – Tasnádi István: Othello Gyulaházán – Szusits Márta (2009–2010)
- Márai Sándor: Kaland – Anna, Kádár Péter felesége (2010–2011)
- Lengyel Menyhért: A waterloói csata – Rose (2010-2011)
- Tasnádi István: Kokainfutár – Maria Kroll (2011–2012)
- Wolfgang Amadeus Mozart: A varázsfuvola – Az Éj Királynője (2011–2012)
- Sütő András: A szuzai menyegző – Roxana (2011–2012)
- Peter Shaffer: Black comedy – Miss Furnival (2012–2013)
- Eisemann Mihály – Somogyi Gyula – Zágon István: Fekete Péter – Szőnyi Ella (2012–2013)
- Lev Nyikolajevics Tolsztoj – Kiss Csaba: Anna Karenina – Vronszkaja (2012–2013)
- Nick Whitby: Lenni vagy nem lenni – Eva (2013–2014)
- Vajda Katalin – Fábri Péter: Anconai szerelmesek 2 – Zsuzsanna (2013–2014)
- Galt MacDermot – James Rado – Gerome Ragni: Hair – Felnőtt (2014–2015)
- Heinrich von Kleist: Tűzpróba avagy a Heilbronni Katica – Rozál (Kunigunda komornája) (2014–2015)
- Janikovszky Éva – Bal József: Égigérő fű – Poldi néni (2014–2015)
- Agatha Christie: Az egérfogó – Mrs. Boyle (2015–2016)
- Olt Tamás: Taurin Trauma – szereplő (2015–2016)
- Alfred Grünwald – Fritz Löhner-Beda – Ábrahám Pál: Bál a Savoyban – La Tangolita (2015–2016)
- Déry Tibor – Pós Sándor – Presser Gábor – Adamis Anna: Képzelt riport egy amerikai popfesztiválról –  Kígyó (2016–2017)
- Lázár Ervin: A kisfiú meg az oroszlánok – Szilvia  (2016–2017)
- Thornton Wilder – Michael Stewart – Jerry Herman: Hello,Dolly! – Dolly Levi  (2016–2017)
- Szakál Attila: SingSingSing MÁZS–képp – szereplő   (2016–2017)
- László Miklós: Illatszertár – Molnár kisasszony (2017–2018)
- John Kander – Fred Ebb – Bob Fosse: Chicago – Mary Sunshine (2017–2018)
- Georges Feydeau: A balek (A hülyéje) – Maggie (2017–2018)
- Agatha Christie: Gyilkosság meghirdetve – Miss Emmy Murgatroyd (2018)
- Vadnay László – Vitéz Miklós – Galambos Attila – Szente Vajk – Bolba Tamás: Meseautó – Kerekes Anna, titkárnő (2018)
- Huszka Jenő – Martos Ferenc – Bakonyi Károly: Bob herceg – Királynő (2019)
- Ödön von Horváth: Mesél a bécsi erdő – Nagysága/Bárnónő (2019)
- Patricia Resnick – Dolly Parton: 9-től 5-ig – Violet Newstead (2019)
- Jókai Mór: Szaffi – Cigányasszony (2020)
- Neil Simon – Cy Coleman – Dorothy Fields: Édes Charity – Carmen (2020)
- Tracy Letts: Augusztus Oklahomában – Mattie Aiken, Violet húga (2021-2022)
- J. B. Priestley: Váratlan vendég – Sybil Birling (2021-2022)
- Fejes Endre – Presser Gábor: Jó estét nyár, jó estét szerelem – Katalin anyja; Virágárus (2022–2023)
- Tersánszky Józsi Jenő – Peller Károly – Nyitrai László – Cseh Dávid Péter: Misi mókus – Szajkó néni (2022–2023)
- A Dreamworks mozifilmje alapján: Kapj el, ha tudsz! A Musical – Carol Strong (2022–2023)
- Sam Holcroft: Családi játszmák – Edith (2023–2024)

## Önálló est
- Horváth Margit zenekaros estje a Szindbádban
- Emlékszel még? – Horváth Margit és Tóth Károly operett- és sanzonestje

## Filmek, tv
- Kisváros: 
  - Veszélyes napraforgók című rész (2001)
  - Gyilkos hírek című rész (2001)
- Lélekpark (2021)... Kriszta